# Lujo Tončić-Sorinj
Lujo Tončić-Sorinj (ur. 12 kwietnia 1915 w Wiedniu, zm. 20 maja 2005 w Salzburgu) – austriacki dyplomata i polityk, minister spraw zagranicznych Austrii (1966–1968). 

## Życiorys
Należał do szlacheckiej rodziny austro-węgierskiej. Jego dziadek był gubernatorem Dalmacji, a ojciec konsulem w mieście Dżudda. Lujo Tončić-Sorinj był studentem prawa Uniwersytetu Wiedeńskiego, a podczas II wojny światowej nauczał języków obcych w wywiadzie lotniczym Wehrmachtu.
W 1945 wstąpił do nowo powstałej Austriackiej Partii Ludowej (ÖVP). Później stał się członkiem austriackiej komisji UNESCO. Od 1949 do 1966 był parlamentarzystą w Radzie Narodowej, a od 1966 do 1968 ministrem spraw zagranicznych w rządzie Josefa Klausa. Od 1969 do 1974 pełnił funkcję sekretarza generalnego Rady Europy.
W 1992 zdecydował się przyjąć chorwackie obywatelstwo ze względu na powiązania jego rodziny z Dalmacją, jednak w wyniku tego stracił on obywatelstwo austriackie. Dzięki pomocy ÖVP udało mu się je odzyskać.

## Odznaczenia
- Wielki Order Króla Dymitra Zwonimira (Chorwacja, 1995)[1]